# Список шлюпов Российского императорского флота
В список включены все парусные шлюпы, состоявшие на вооружении Российского императорского флота, и шлюпы Первой русской кругосветной экспедиции.
В составе российского флота шлюпы строились с середины XVIII до XIX века и использовались в качестве разведывательных, посыльных и дозорных судов, для выполнения исследовательских и гидрографических работ, а также в качестве транспортов. Могли нести от одной до трёх мачт, однако большинство судов, входивших в состав флота, были трёхмачтовыми и несли прямое парусное вооружение. Вооружение шлюпов состояло из 16—34 орудий, располагавшихся по большей части на верхней палубе. Наиболее крупные представители судов данного класса могли иметь батарейную палубу. В первой четверти XIX века шлюпы были классом судов, наиболее часто совершавшим дальние и кругосветные экспедиции.

## Легенда
Список судов разбит на разделы по флотам и флотилиям, внутри разделов суда представлены в порядке очерёдности включения их в состав флота, в рамках одного года — по алфавиту. Отдельным разделом представлены шлюпы Первой русской кругосветной экспедиции.
- Размер — длина и ширина судна в метрах.
- Осадка — осадка судна (глубина погружения в воду) в метрах.
- Верфь — верфь постройки судна.
- Корабельный мастер — фамилия мастера, построившего судно.
- История службы — основные места и события.
- н/д — нет данных.

Строки таблиц иногда выделяются цветами:
- — выделение светло-зелёным цветом означает, что шлюп совершил кругосветное плавание.
- — выделение светло-жёлтым цветом означает, что шлюп совершил так называемое полукругосветное плавание.

Сортировка может проводиться по любому из выбранных столбцов таблиц, кроме столбцов История службы и Примечания.

## Шлюпы Балтийского флота
В разделе приведены все шлюпы, входившие в состав Балтийского флота России.
| Наименование    | Ор.   | Размер     | Осадка | Эк.    | Верфь                 | Мастер         | Вх.  | Вых. | История службы | Прим.                       |
| --------------- | ----- | ---------- | ------ | ------ | --------------------- | -------------- | ---- | ---- | --- | --------------------------- |
| Шпицберген      | 32    | 33,6 х 9,2 | 4,3    | н/д    | Соломбальская верфь   | М. Сарычев     | 1805 | 1812 | Принимал участие в войне с Францией 1804—1807 годов, русско-турецкой войне 1806—1812 годов. 5 (17) июля 1812 года продан с аукциона в Виго. | [ 4 ] [ 5 ] [ 6 ]           |
| Кола            | 26    | н/д        | н/д    | н/д    | Соломбальская верфь   | н/д            | 1806 | 1820 | Принимал участие в русско-шведской войне 1808—1809 годов и Отечественной войне 1812 года. Разобран после 1820 года. | [ 6 ] [ 7 ] [ 8 ]           |
| Соломбал        | 26    | н/д        | н/д    | н/д    | Соломбальская верфь   | н/д            | 1806 | 1822 | Принимал участие в русско-шведской войне 1808—1809 годов, Отечественной войне 1812 года и войне с Францией 1813—1814 годов. В 1822 году разобран в Кронштадте. | [ 6 ] [ 8 ] [ 9 ]           |
| Пирам           | 18    | 31,3 x 9,1 | 3,1    | н/д    | Лодейнопольская верфь | В. Ф. Буданцев | 1806 | 1826 | В 1808 и 1809 годах принимал участие в крейсерских плаваниях у мыса Святой Нос, а с 1812 по 1825 год нёс брандвахтенную службу в Архангельске, где и был разобран. | [ 6 ] [ 8 ] [ 10 ]          |
| Тизьба          | 18    | 31,3 x 9,1 | 3,1    | н/д    | Лодейнопольская верфь | В. Ф. Буданцев | 1806 | 1820 | Принимал участие в русско-шведской войне 1808—1809 годов. С 1810 по 1816 год нёс брандвахтенную службу в Свеаборге, где и был разобран. | [ 6 ] [ 8 ] [ 10 ]          |
| Единорог        | 18    | 31,3 x 9,1 | 3,1    | н/д    | Лодейнопольская верфь | В. Ф. Буданцев | 1806 | 1812 | Принимал участие в русско-шведской войне 1808—1809 годов и Отечественной войне 1812 года. По пути из Данцига в Ригу 6 (18) сентября 1812 сел на мель в районе мыса Домеснес и был сожжен экипажем, чтобы не попасть в руки неприятеля. | [ 6 ] [ 8 ] [ 11 ]          |
| Лизета          | 16    | 28,3 x 8,3 | 3      | н/д    | Лодейнопольская верфь | В. Ф. Буданцев | 1806 | 1815 | Принимал участие в русско-шведской войне 1808—1809 годов, Отечественной войне 1812 года и войне с Францией 1813—1814 годов. Разобран в 1815 года в Кронштадте. | [ 6 ] [ 8 ] [ 12 ]          |
| Волхов          | 16    | 28,2 x 6,4 | 2,7    | н/д    | Лодейнопольская верфь | В. Ф. Буданцев | 1806 | 1815 | Принимал участие в русско-шведской войне 1808—1809 годов, Отечественной войне 1812 года и войне с Францией 1813—1814 годов. Разобран в 1815 года в Кронштадте. | [ 6 ] [ 12 ] [ 13 ]         |
| Диана           | 16/22 | 27,7 x 7,6 | 4,2    | 60     | Лодейнопольская верфь | В. Ф. Буданцев | 1806 | 1813 | Совершил плавание из Кронштадта на Дальний Восток по пути в 1808 году побывал в плену у англичан, а при проведении описи Курильских островов в 1811 году часть экипажа шлюпа попала в плен к японцам. В 1813 году переоборудован в магазин в Петропавловской гавани. | [ 6 ] [ 14 ] [ 15 ]         |
| Свирь           | 16    | 26,8 x 7,6 | 3,7    | н/д    | Лодейнопольская верфь | В. Ф. Буданцев | 1806 | 1824 | Принимал участие в русско-шведской войне 1808—1809 годов, Отечественной войне 1812 года и войне с Францией 1813—1814 годов. С 1814 по 1817 год нёс брандвахтенную службу в Ревеле, а с 1820 по 1824 год принимал участие в описи берегов Финского залива. 6 (18) октября 1824 года сел на мель в районе острова Нерва и был разбит волнами. | [ 6 ] [ 14 ] [ 16 ]         |
| Камчатка        | 28    | 39,7 x 10  | 5,2    | 80—130 | Охтенская верфь       | В. Ф. Стокке   | 1817 | 1828 | Совершил кругосветное плавание в 1817—1819 годах. С 1822 года использовался в качестве транспортного судна, а 1828 году был переоборудован в таможенную брандвахту в Кронштадте. | [ 6 ] [ 17 ] [ 18 ]         |
| Мирный          | 20    | 36,6 x 9,2 | 4,6    | 72     | Лодейнопольская верфь | Я. А. Колодкин | 1818 | 1830 | Принимал участие в Первой русской антарктической кругосветной экспедиции 1819—1821 годов под командованием Ф. Ф. Беллинсгаузена. В 1822—1824 и 1826—1828 годах использовался для доставки грузов между портами Финского залива. В 1825 нёс брандвахтенную службу в Свеаборге. Разобран в Кронштадте. | [ 19 ] [ 20 ] [ 21 ]        |
| Восток          | 28    | 39,7 x 10  | 5,2    | 80—130 | Охтенская верфь       | В. Ф. Стокке   | 1818 | 1828 | Принимал участие в Первой русской антарктической кругосветной экспедиции 1819—1821 годов под командованием Ф. Ф. Беллинсгаузена. В 1822 и 1823 использовался в качестве транспортного судна. 7 (19) ноября 1824 года во время шторма в Средней гавани Кронштадта сел на мель, а в 1828 году разобран на мели. | [ 19 ] [ 22 ] [ 23 ] [ 24 ] |
| Благонамеренный | 20    | 36,5 x 9,1 | 5      | 83     | Лодейнопольская верфь | Я. А. Колодкин | 1818 | 1828 | Принимал участие в кругосветном плавании в 1819—1822 годах. Разобран в Кронштадте. | [ 19 ] [ 22 ] [ 25 ]        |
| Открытие        | 18/28 | 39,7 x 10  | 5,2    | 80—130 | Охтенская верфь       | В. Ф. Стокке   | 1819 | 1828 | Принимал участие в кругосветном плавании в 1819—1822 годах. С 1823 по 1826 год нёс брандвахтенную службу в Свеаборге. Разобран после 1828 года. | [ 19 ] [ 26 ] [ 27 ]        |
| Ладога          | 20    | н/д        | н/д    | н/д    | Лодейнопольская верфь | Я. А. Колодкин | 1820 | 1828 | Принимал участие в кругосветном плавании в 1822—1824 годах. Разобран в 1828 году. | [ 19 ] [ 26 ] [ 28 ]        |
| Аполлон         | 28    | н/д        | н/д    | н/д    | Охтенская верфь       | В. Ф. Стокке   | 1821 | 1828 | Принимал участие в кругосветном плавании в 1821—1824 годах. Разобран в 1828 году. | [ 19 ] [ 26 ] [ 29 ]        |
| Предприятие     | 24    | 39,6 x 11  | 5      | 120    | Охтенская верфь       | А. А. Попов    | 1823 | 1832 | Принимал участие в Третьей русской кругосветной экспедиции 1823—1826 годов. C 1828 года использовался для перевозки грузов, в 1830 году был переоборудован в транспорт, а в 1832 году — разобран. | [ 19 ] [ 26 ] [ 30 ]        |
| Смирный         | 24    | н/д        | н/д    | н/д    | Охтенская верфь       | В. Ф. Стокке   | 1824 | 1830 | 27 сентября (9 октября) 1824 года, покинув Кронштадт, начал участие в кругосветном плавании, однако попал в шторм в Северном море, получил сильные повреждения и ушел в Арондель на зимовку, а в мае следующего года вернулся в Кронштадт. С 1825 года использовался для перевозки грузов между Кронштадтом и Архангельском. В июне 1830 сел на мель в проливе Каттегат, экипаж и груз удалось спасти, а шлюп впоследствии был снят с мели и продан. | [ 19 ] [ 26 ] [ 31 ]        |
| Моллер          | 16    | 27,5 x 9   | 2,8    | 80     | Охтенская верфь       | В. Ф. Стокке   | 1826 | 1835 | Принимал участие в Тихоокеанской экспедиции 1826—1829 годов. С 1830 по 1834 год на шлюпе выполнялись гидрографические работы в Финском заливе. В 1835 году был переоборудован в блокшив в Ревеле. | [ 32 ] [ 33 ]               |
| Сенявин         | 16    | 27,5 x 9   | 2,8    | 80     | Охтенская верфь       | В. Ф. Стокке   | 1826 | 1844 | Принимал участие в Тихоокеанской экспедиции 1826—1829 годов. С 1830 по 1832 год на нёс брандвахтенную службу в Ревеле. В 1833 и 1834 годах использовался для перевозки грузов в порты Финского залива. С 1835 года занимал брандвахтенный пост в Кронштадтской гавани, а в 1844 году был разобран. | [ 33 ] [ 34 ]               |

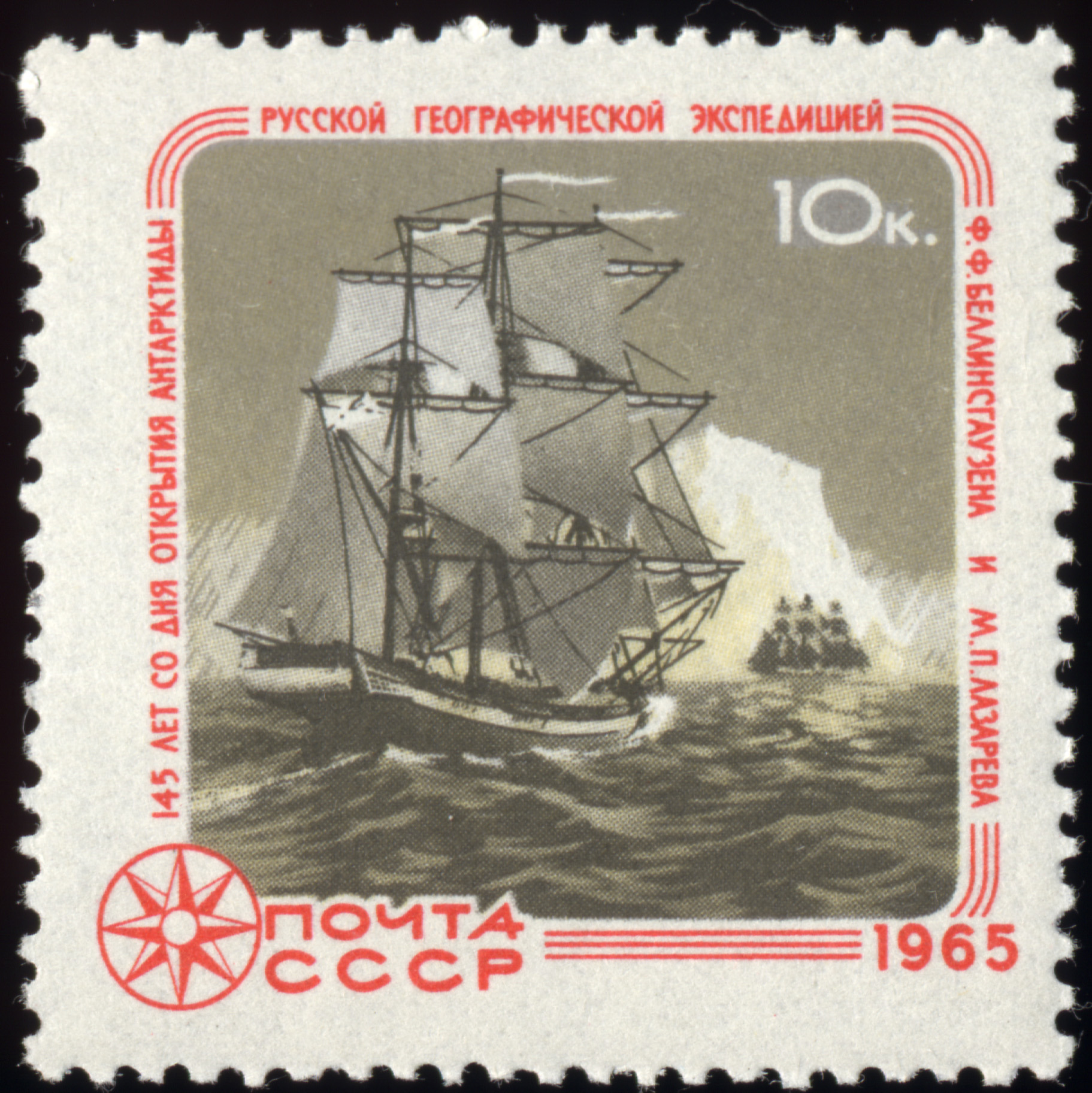
Шлюп «Восток» на почтовой марке СССР 1965 года
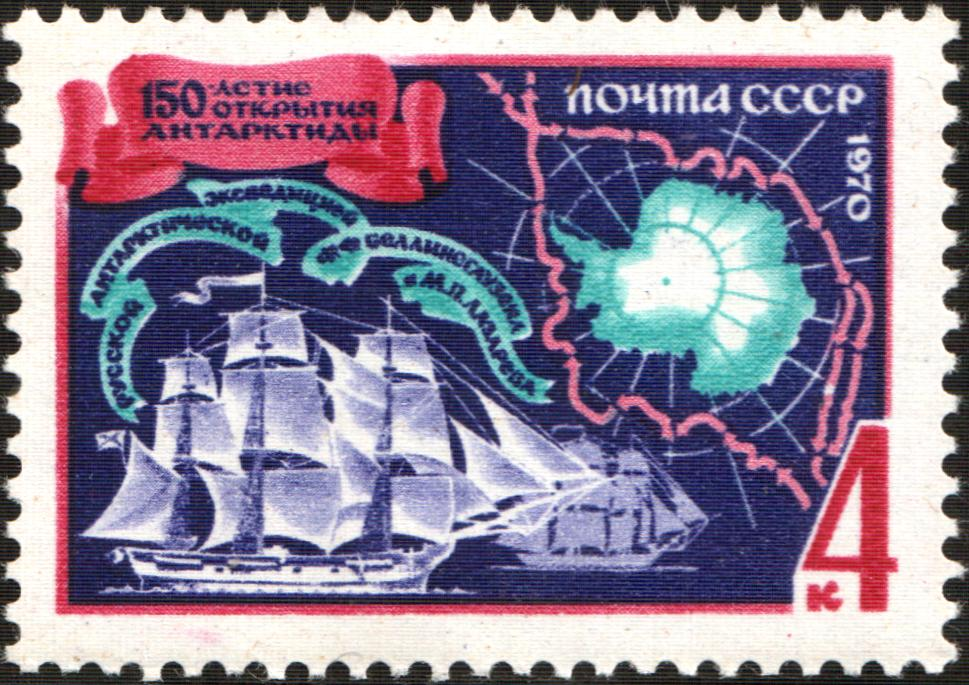
Шлюпы «Мирный» и «Восток» на почтовой марке СССР 1970 года
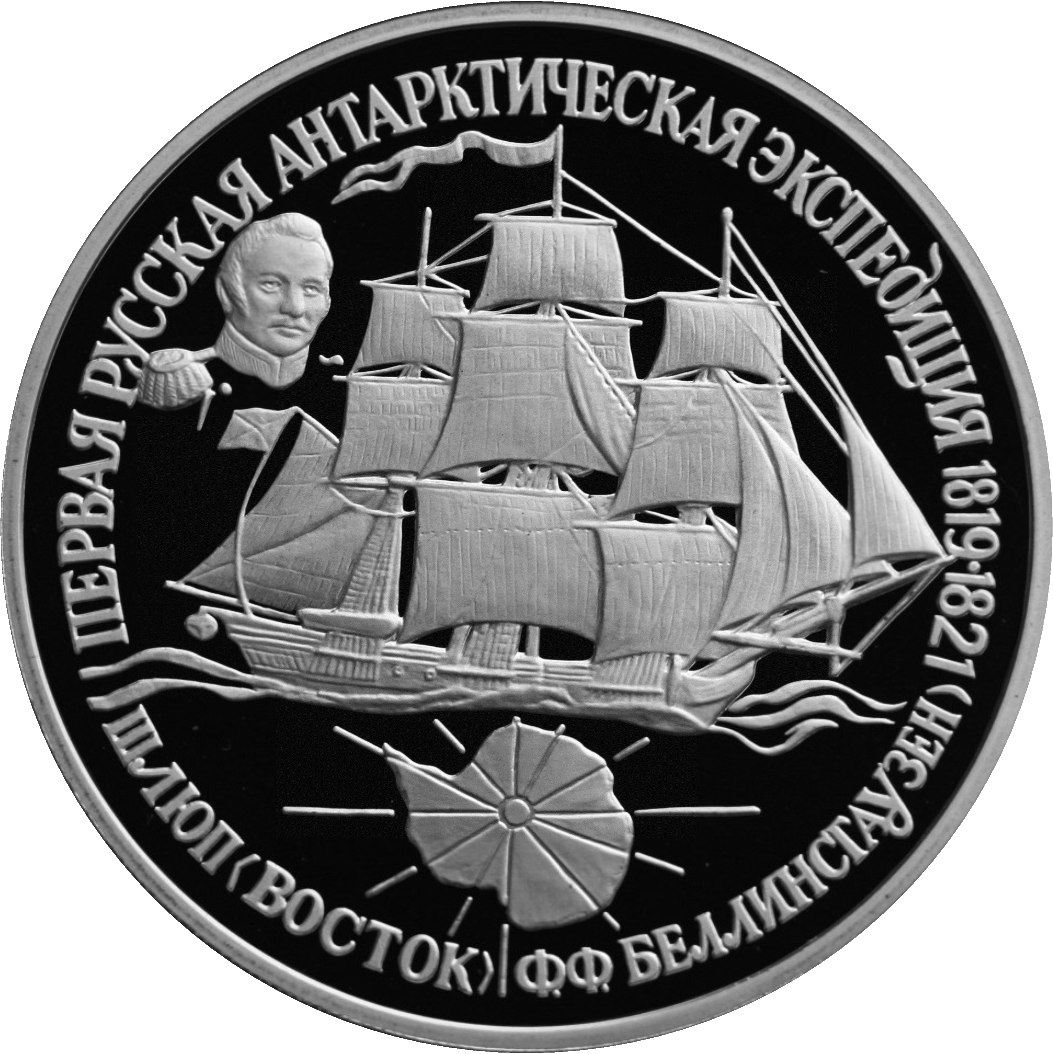
Шлюп «Восток» на юбилейной монете Банка России 1994 года
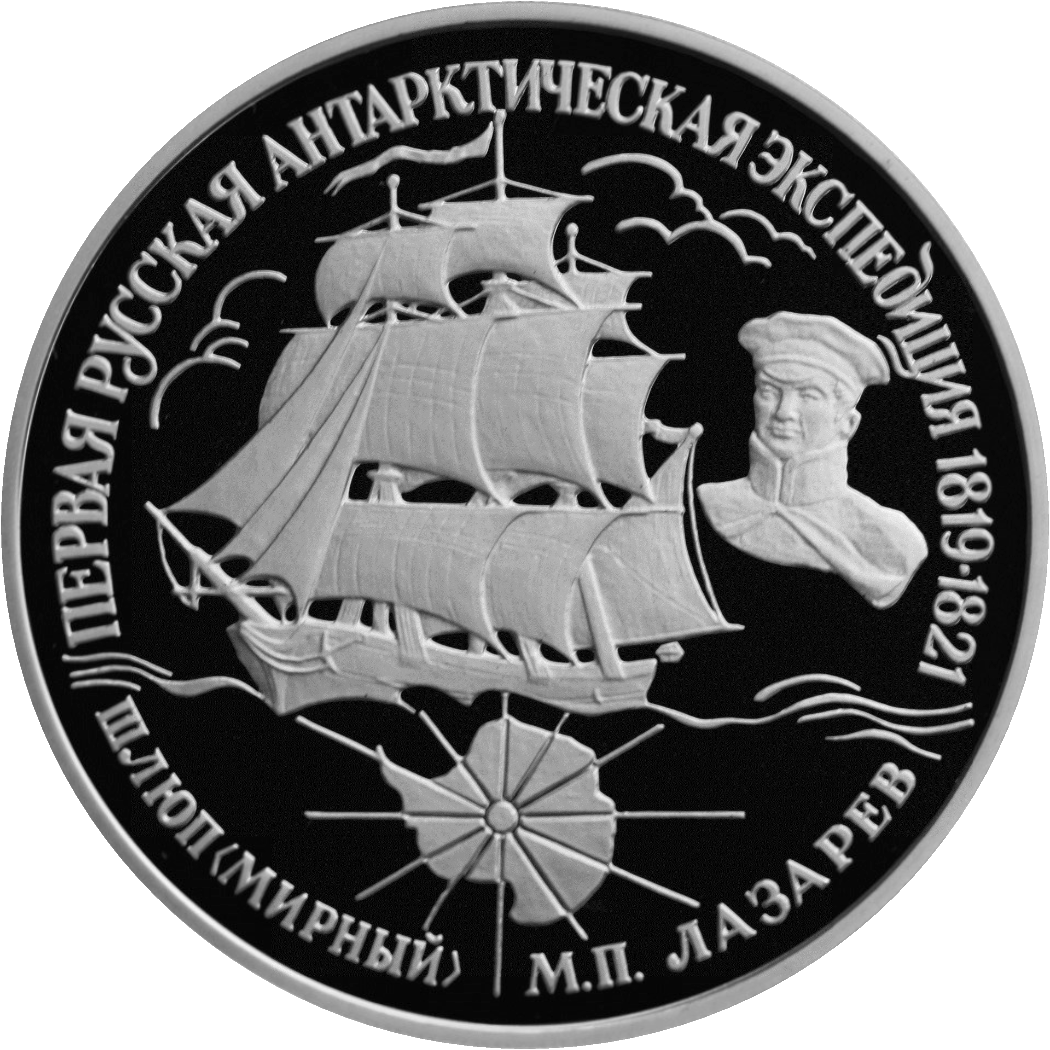
Шлюп «Мирный» на юбилейной монете Банка России 1994 года
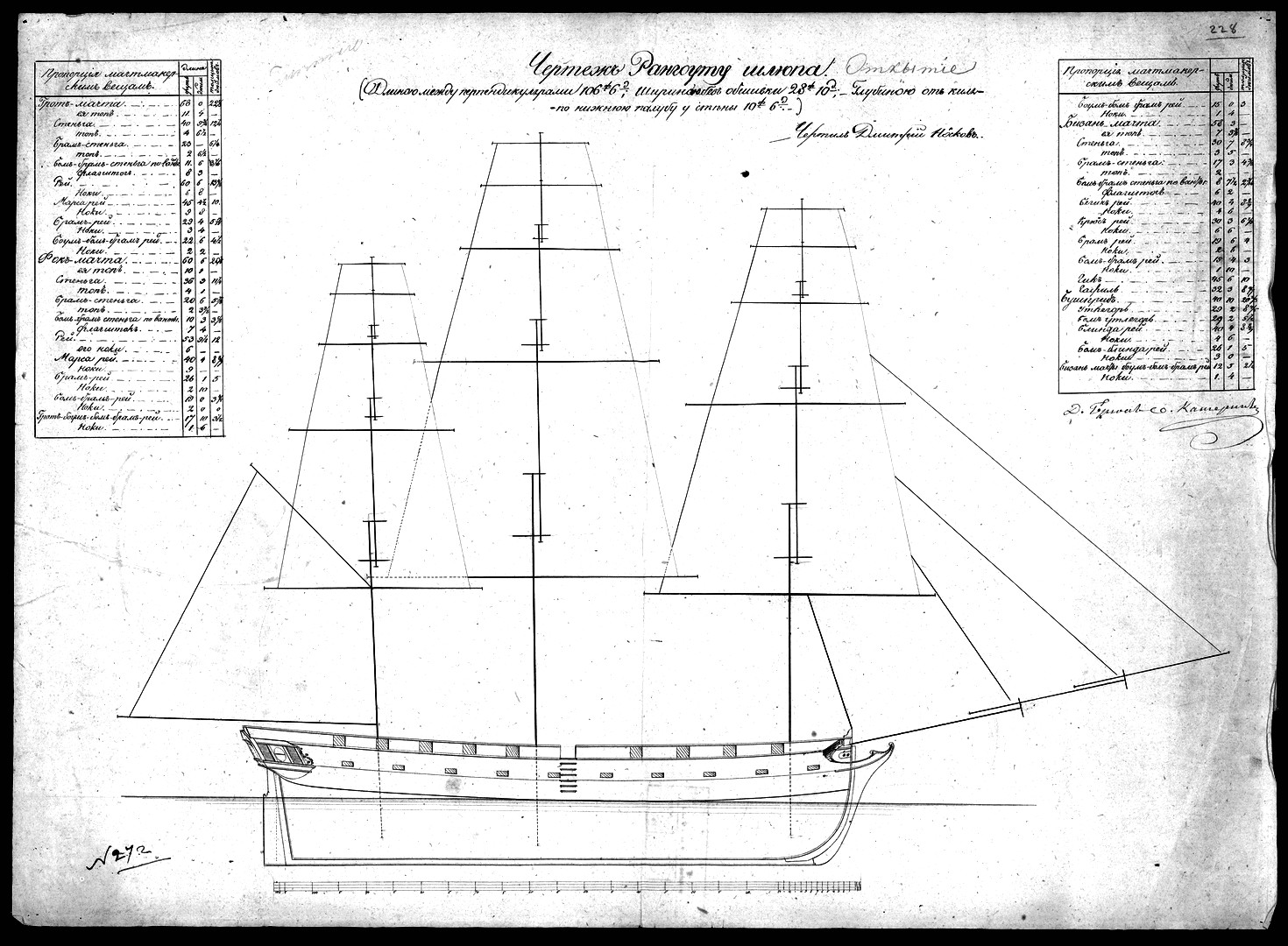
Чертёж шлюпа «Открытие»

## Шлюп Черноморского флота
В разделе приведены данные шлюпа, входившего в состав Черноморского флота России.
| Наименование | Ор.   | Размер     | Осадка | Эк. | Верфь                          | Мастер        | Вх.  | Вых. | История службы | Прим.                |
| ------------ | ----- | ---------- | ------ | --- | ------------------------------ | ------------- | ---- | ---- | --- | -------------------- |
| Диана        | 18/34 | 32,9 x 8,1 | 2,5    | н/д | Севастопольское адмиралтейство | И. Я. Осминин | 1823 | 1839 | Принимал участие в русско-турецкой войне 1828—1829 годов, с 1830 по 1838 год — в действиях флота у берегов Кавказа. В 1839 году переоборудован под магазин. | [ 35 ] [ 36 ] [ 37 ] |

## Шлюп Беломорской флотилии
В разделе приведены данные шлюпа, входившего в состав Беломорской флотилии России. Стоит отметить, что в большинстве источников судно относят к шхунам.
| Наименование | Ор. | Размер | Осадка | Эк. | Верфь               | Мастер | Вх.  | Вых. | История службы                                                                                         | Прим.                       |
| ------------ | --- | ------ | ------ | --- | ------------------- | ------ | ---- | ---- | --- | --------------------------- |
| Кротов       | н/д | 10,4   | н/д    | 8   | Соломбальская верфь | н/д    | 1834 | 1843 | Принимал участие в экспедициях к архипелагу Новая Земля 1834 и 1837 годов. В 1843 году продан на слом. | [ 38 ] [ 39 ] [ 40 ] [ 41 ] |

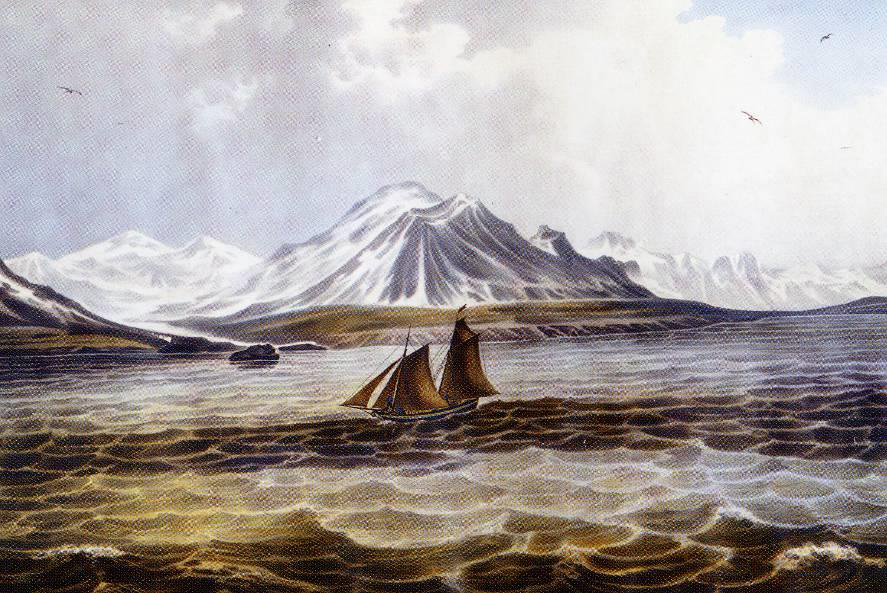
«Кротов» на фоне горы Носилова. Рисунок Редера, 1837 год

## Шлюпы Сибирской флотилии
В разделе приведены все шлюпы, входившие в состав Сибирской флотилии России.
| Наименование     | Ор. | Размер     | Осадка | Эк. | Верфь              | Мастер                                   | Вх.  | Вых. | История службы | Прим.                |
| ---------------- | --- | ---------- | ------ | --- | ------------------ | ---------------------------------------- | ---- | ---- | --- | -------------------- |
| Большерецк       | н/д | 15,2 x 3,2 | 1,4    | н/д | Большерецкая верфь | Построен моряками отряда М. П. Шпанберга | 1739 | 1744 | Принимал участие в Великой Северной экспедиции. Разбился в 1744 году в районе устья реки Большая.                                | [ 42 ] [ 43 ] [ 44 ] |
| Святая Мария     | н/д | н/д        | н/д    | н/д | Охотская верфь     | Бубнов                                   | н/д  | 1786 | Сведений о плаваниях шлюпа не сохранилось. В 1786 году разбился недалеко от устья реки Камчатка.                                 | [ 42 ] [ 43 ] [ 44 ] |
| Святая Екатерина | н/д | н/д        | н/д    | н/д | н/д                | н/д                                      | н/д  | 1774 | Сведений о плаваниях шлюпа не сохранилось. В 1786 году разбился у юго-западного побережья Камчатки вблизи рек Опалы и Голыгиной. | [ 42 ] [ 43 ] [ 44 ] |

## Шлюпы Первой кругосветной экспедиции
В разделе приведены шлюпы, принимавшие участие в Первой кругосветной экспедиции.
| Наименование | Ор. | Размер | Осадка | Эк.   | Верфь | Мастер | Вх.  | Вых. | История службы | Прим.         |
| ------------ | --- | ------ | ------ | ----- | ----- | ------ | ---- | ---- | --- | ------------- |
| Нева         | 14  | н/д    | н/д    | 47—48 | н/д   | н/д    | 1802 | 1813 | Принимал участие в Первой кругосветной экспедиции 1803—1806 годов, осенью 1804 года оказал поддержку отряду Русско-американской компании в битве при Ситке. В 1807 году перешёл в Русскую Америку. Потерпел крушение зимой 1813 года у мыса Эджкамб. | [ 45 ] [ 46 ] |
| Надежда      | 16  | н/д    | н/д    | 58—81 | н/д   | н/д    | 1800 | 1808 | Принимал участие в Первой кругосветной экспедиции 1803—1806 годов. В 1808 году шлюп был зафрахтован американским купцом Д. Мартином для перевозки товаров в Нью-Йорк. В декабре 1808 года был затерт льдами и погиб у датского берега.               | [ 45 ] [ 47 ] |

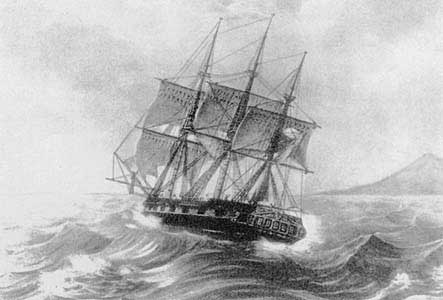
Шлюп «Надежда»
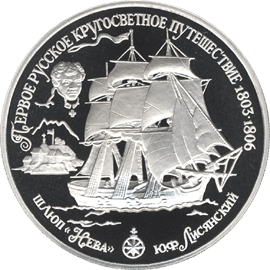
Шлюп «Нева» на юбилейной монете Банка России 1993 года
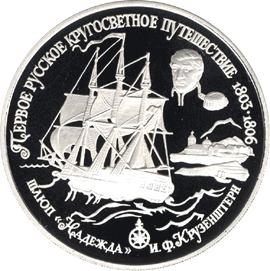
Шлюп «Надежда» на юбилейной монете Банка России 1993 года

### Комментарии
1. 1 2  Шлюпы «Кола» и «Соломбал» строились по одному проекту, тип «Кола».
2. 1 2 3  Шлюпы «Пирам», «Тизьба» и «Единорог» строились по одному проекту, тип «Пирам».
3. ↑  Четырнадцать 6-фунтовых пушек, четыре 8-фунтовых карронады и четыре 3-фунтовых фальконета.
4. ↑  Изначально построен как транспорт, в том же году И. В. Курепановым переделан в шлюп.
5. 1 2 3  В том числе 12 карронад.
6. ↑  Изначально построен как транспорт «Ладога», переделан в шлюп специально для участия в кругосветном плавании и 22 апреля (4 мая) 1819 года переименован в «Мирный».
7. ↑  Изначально построен как транспорт «Свирь», переделан в шлюп специально для участия в кругосветном плавании и 22 апреля (4 мая) 1819 года переименован в «Благонемеренный».
8. ↑  6-фунтовые пушки.
9. ↑  Был спроектирован специально для кругосветного плавания, стал первым российским военным судном, построенным в закрытом эллинге.
10. 1 2  Шлюпы «Моллер» и «Сенявин» строились специально для Тихоокеанской экспедиции по одному проекту, тип «Моллер». Первый получил наименование в честь А. В. фон Моллера, а второй — Д. Н. Сенявина.
11. ↑  Указана длина судна.
12. ↑  В силу того, что был построен из берёзового леса, также назывался «Берёзовкой».
13. ↑  Бывший английский шлюп «Темза» (англ. Thames).
14. 1 2  Приобретён в Англии.
15. 1 2  Приобретён в 1803 году.
16. ↑  Бывший английский шлюп «Леандр» (англ. Leander).
17. 1 2  Точных данных по размерам судна не сохранилось, в настоящее время существует 2 варианта чертежей судна. По одним данным наибольшая длина судна составляла 112 футов 2 и 1/2 дюйма, длина по грузовой ватерлинии 95 футов 9 и 1/4 дюйма, ширина — 29 футов, а осадка — 12 футов 8 дюймов, по другим, длина — 117 футов, а ширина 28 футов и 4 дюйма.